# Life/Drawing
Life/Drawing é um filme de comédia romântica estadunidense de 2001 dirigido por Dan Bootzin.

## Sinopse
Alex é um jovem pintor que passa por uma fase ruim. Ele não consegue a posição almejada, leva um fora da namorada e sem dinheiro acaba em um apartamento de aluguel barato e contrato rigoroso em Hollywood. 
Rejeitado, deprimido e cercado por vizinhos estranhos, sua vida decadente dá uma reviravolta quando Lori (Beth Ulrich), uma garota de Guffy, cidade do interior do Colorado, muda-se para o apartamento no fim do corredor. 
Logo fica claro para Alex que, ao mesmo tempo que é bacana namorar uma garota do mesmo prédio, é também muito inconveniente tê-la como vizinha no momento das brigas.